# Теодемократія
Теодемократія (від дав.-гр. Θεός — «Бог», δῆμος — «народ» і κράτος — «влада») — політичний режим, в основі якого лежить метод колективного прийняття рішень з рівним впливом учасників на результат процесу або на його істотні стадії, при якому враховується Божа воля. Хоча такий метод можна застосовувати до будь-яких громадських структур, його найважливішим додатком є держава, бо воно має велику владу. У цьому випадку визначення теодемократії зазвичай звужують до одного з наступних ознак:
- Призначення лідерів керованими ними людьми відбувається шляхом чесних і змагальних виборів
- Народ не є єдиним легітимним джерелом влади
- Суспільство здійснює самоврядування заради загального блага і задоволення загальних інтересів, усвідомлюючи свою відповідальність перед Богом.

Прикладом теодемократії може служити стародавній Ізраїль від Мойсея до пророка і судді народу — Самуїла. У сучасному світі на цю назву претендують деякі ісламські країни. У Грузії «Національно-демократична партія» вибрала своїм ідеологічним базисом теодемократію. На парламентських виборах 28 березня 2004 вона увійшла до складу Національно-демократичного альянсу. В преамбулі української Конституції можна побачити ознаки теодемократії, а саме в словах «усвідомлюючи відповідальність перед Богом», але чомусь надалі вживається тільки слово демократія, що робить її такою, що суперечить сама собі.